# Gare d'Angerville
La gare d'Angerville est une gare ferroviaire française de la ligne de Paris-Austerlitz à Bordeaux-Saint-Jean, située sur le territoire de la commune d'Angerville, dans le département de l'Essonne, en région Île-de-France.
C'est une gare de la Société nationale des chemins de fer français (SNCF) desservie par les trains du réseau TER Centre-Val de Loire.

## Situation ferroviaire
Établie à 141 mètres d'altitude, la gare d'Angerville est située au point kilométrique (PK) 74,416 de la ligne de Paris-Austerlitz à Bordeaux-Saint-Jean, entre les gares de Monnerville et Boisseaux. La gare comporte deux quais latéraux : le quai 1 mesure 208 m et le quai 2 mesure 208 m pour la voie 1 et 222 m pour la voie 1 bis. 

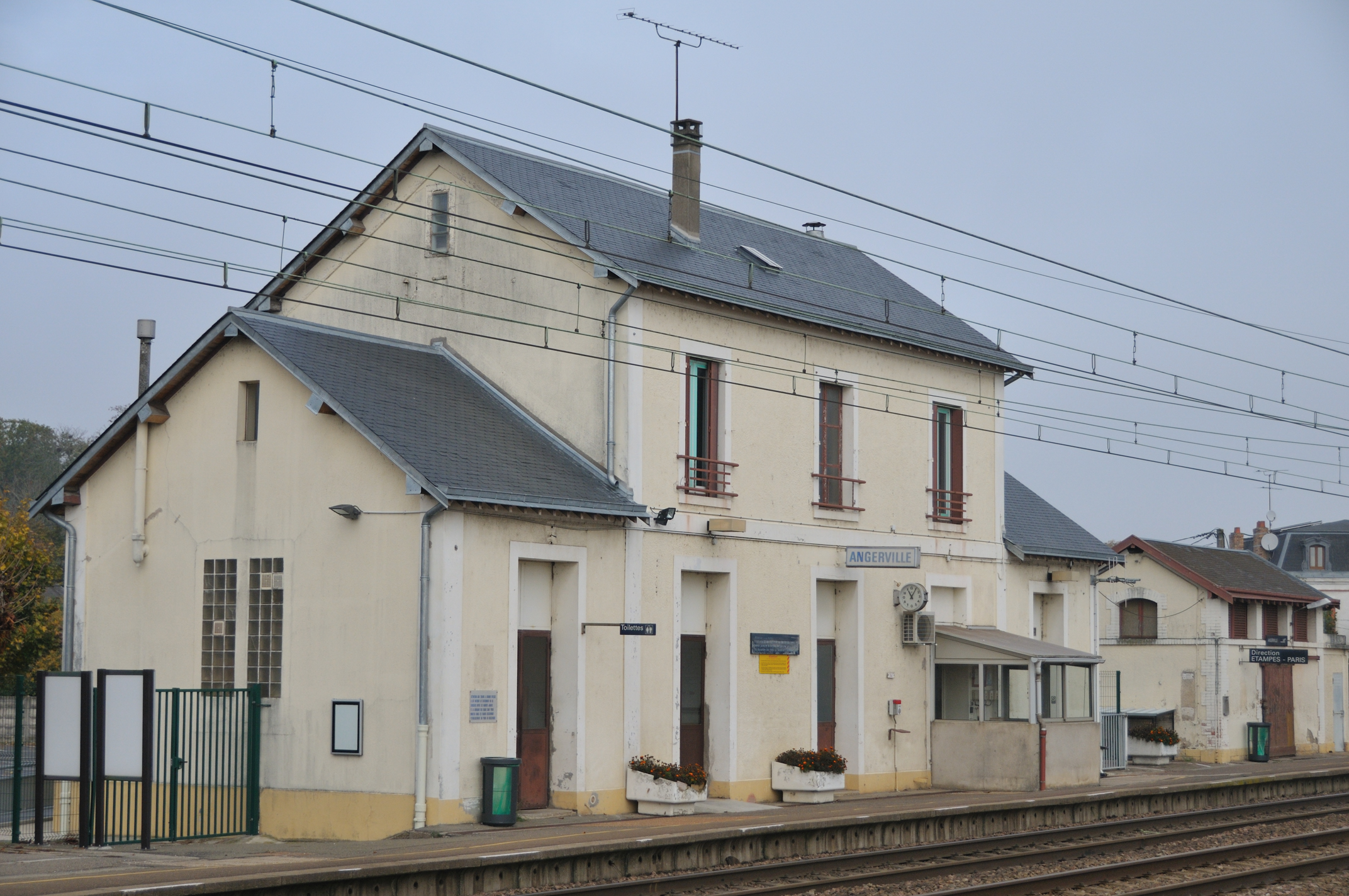
Vue du bâtiment voyageurs, depuis le quai situé de l'autre côté des voies ferrées.

## Histoire
La gare est ouverte le 5 mai 1843 lors de l'ouverture de la section de Juvisy à Orléans de la ligne de Paris-Austerlitz à Bordeaux-Saint-Jean.

### Fréquentation
Selon les estimations de la SNCF, la fréquentation annuelle de la gare figure dans le tableau ci-dessous.
| Année               | 2015    | 2016    | 2017    | 2018    | 2019    | 2020    | 2023    |
| ------------------- | ------- | ------- | ------- | ------- | ------- | ------- | ------- |
| Nombre de voyageurs | 153 525 | 162 250 | 170 954 | 175 547 | 183 224 | 100 210 | 161 054 |

## Service des voyageurs

### Accueil
Elle est équipée de deux quais latéraux encadrant trois voies. Le changement de quai se fait par le passage sous un pont-rail, situé à proximité.
Cette gare est la dernière située en Île-de-France avant la région Centre-Val de Loire ; la tarification relevant du syndicat des transports d'Île-de-France (STIF) n'est donc pas applicable au-delà.

### Desserte
Angerville est desservie par des trains du réseau TER Centre-Val de Loire (ligne Paris - Orléans), à raison de quatre allers et trois retours. Les trajets sont assurés par des rames tractées. Le temps de trajet est d'environ 47 minutes depuis Paris-Austerlitz et 47 minutes depuis Orléans.
La gare est aussi le terminus d'une ligne d'autocars du réseau TER Centre-Val de Loire (ligne Angerville - Étampes). Le temps de trajet est d'environ 35 minutes depuis Étampes.

### Intermodalité
La gare est desservie par les lignes 4412 et 4413 du Réseau de bus Essonne Sud Ouest, à travers l'arrêt « Place du Général Leclerc » situé à 400m de la gare, la gare est également desservie par la ligne 16 du réseau Rémi 28.